# Don Harris
Don „Sugarcane“ Harris (* jako Don Francis Bowman Harris; 18. června 1938, Pasadena, Kalifornie, USA – 30. listopadu 1999, Los Angeles, Kalifornie, USA) byl americký rock and rollový houslista, zpěvák a kytarista. Vydal několik sólových alb a podílel se přibližně na třiceti dalších.

## Diskografie
- Don „Sugarcane“ Harris (1970)
- Keep On Driving (1971)
- Fiddler On The Rock (1971)
- Choice Cuts (1972)
- Sugar Cane’s Got The Blues (1973)
- Keyzop (1973)
- Cup Full Of Dreams (1974)
- I’m On Your Case (1974)
- Key Stop (1975)
- Flashin' Time (1976)
- Anthology Volume One (2001)
- Cup Full Of Dreams CD (2011)

### Spolupráce
- John Lee Hooker: Folk Blues (1959)
- Little Richard: Little Richard is back (1964)
- Johnny Otis: Cold Shot (1969)
- John Mayall & Bluesbreakers: The Best of John Mayall (1969)
- Frank Zappa: Hot Rats (1969)
- The Mothers of Invention: Burnt Weeny Sandwich (1970)
- The Mothers of Invention: Weasels Ripped My Flesh (1970)
- Frank Zappa: Chunga's Revenge (1970)
- Little Richard: Well Alright! (1970)
- John Mayall: USA Union (1970)
- Johnny Otis: Cuttin’ up – The Johnny Otis Show (1971)
- Harvey Mandel: The Snake (1972)
- Pure Food & Drug Act: Choice Cuts (1972)
- New Violin Summit (& Jean-Luc Ponty, Michał Urbaniak, Nipso Brantner, Terje Rypdal, Wolfgang Dauner, Neville Whitehead, Robert Wyatt) (1972)
- Ken Little: Solo (1973)
- Harvey Mandel: Shangrenade (1973)
- John Mayall: Ten Years Are Gone (1973)
- John Lee Hooker: Born In Mississippi (1973)
- Sonny Terry & Brownie McGhee: Sonny & Brownie (1973)
- Frank Zappa: Apostrophe (') (1974)
- Don & Dewey: Don And Dewey (1974)
- Spud: Happy Handful (1975)
- John Mayall: New Year, New Band, New Company (1975)
- John Mayall: Notice To Appear (1975)
- John Mayall: Banquet In Blues (1976)
- Billy Bang: Changing Seasons (1980)
- Tupelo Chain Sex: Ja-Jazz (1983)
- Tupelo Chain Sex: Spot The Difference (1984)
- Don & Dewey: Bim Bam! (1985)
- John Mayall: Archives To Eighties (1988)
- Don & Dewey: Jungle Hop (1991)
- John Mayall: Room To Move (1969–1974) (1992)
- Freddie Roulette: Sweet Funky Steel (1993)
- John Mayall: Cross Country Blues (1994)
- Frank Zappa: The Lost Episodes (1996)